# 권오혁
권오혁(일 ~ )은 대한민국의 전직 스타크래프트 프로게이머, 프로게임단 코치이다. Doctor.K라는 아이디를 사용하며, 종족은 프로토스이다.
2006년 상반기 드래프트에서 SK텔레콤 T1의 1차 지명으로 입단하였다.
2007년도 리그부터 저그 유저인 윤종민과 호흡을 맞춰 팀플레이 전문 선수로 활약하며 2008시즌의 팀이 포스트시즌 진출하는 데 공헌하였으나 개인전으로 전환한 08-09시즌 이후부터는 프로리그보다는 스타리그, MSL 등의 개인리그에 전념하다가 박용욱의 해설 전향으로 인한 공백을 메꾸기 위해 09-10시즌부터 프로토스 전담 플레잉 코치로 승격되었다.
신한은행 프로리그 09-10시즌 5월 로스터에서 코치로 승격, 프로게이머를 은퇴하게 되었다.
2013년 5월 군복무로 인해 팀을 떠나게 되었다.
2015년 5월 군복무를 마치고 SK텔레콤 T1으로 복귀했다.
2016년 10월 SK텔레콤 T1의 스타크래프트 II 종목 팀 해체로 무소속 신분이 되었다.

## 수상 경력

#### 개인 경력
- 2006년 3월 제19회 커리지매치 입상
- 2008년 9월 클럽데이 온라인 MSL 32강
- 2009년 1월 로스트사가 MSL 2009 16강

#### 코치 경력
- 2009년 3월 신한은행 위너스리그 08-09 4위
- 2009년 8월 신한은행 프로리그 08-09 우승
- 2009년 8월 경남-STX컵 마스터즈 2009 우승
- 2010년 8월 신한은행 프로리그 09-10 준우승
- 2010년 8월 경남-STX컵 마스터즈 2010 우승
- 2011년 4월 신한은행 위너스리그 10-11 우승
- 2011년 8월 신한은행 프로리그 10-11 준우승
- 2011년 8월 STX컵 마스터즈 2011 우승
- 2012년 4월 SK플래닛 스타크래프트 프로리그 시즌1 우승
- 2012년 9월 SK플래닛 스타크래프트 II 프로리그 시즌 2 3위
- 2015년 10월 SK텔레콤 스타크래프트 II 프로리그 2015 통합 우승
- 2016년 3월 SK텔레콤 스타크래프트 II 프로리그 2016 1라운드 우승
- 2016년 5월 SK텔레콤 스타크래프트 II 프로리그 2016 2라운드 3위